# In tribunale con Lynn
In tribunale con Lynn (Family Law) è una serie televisiva statunitense andata in onda sulla CBS dal 1999 al 2002.

## Trama
(Tagline della serie tv.)
Lynn Holt (Kathleen Quinlan) è un avvocato divorziato che tenta di avviare il proprio studio legale, dopo che il suo ex-marito, anch'egli avvocato, ha preso tutti i loro vecchi clienti.

## Episodi
| Stagione         | Episodi | Prima TV originale | Prima TV Italia |
| ---------------- | ------- | ------------------ | --------------- |
| Prima stagione   | 23      | 1999-2000          | 2003            |
| Seconda stagione | 24      | 2000-2001          |                 |
| Terza stagione   | 21      | 2001-2002          |                 |

## Programmazione
La serie è andata in onda negli Stati Uniti dal 20 settembre 1999 al 27 maggio 2002 sulla CBS. In Italia e in Ungheria la serie è andata in onda dal 2003.

## Cancellazione
Dopo sole tre stagioni, la CBS ha cancellato la serie a causa dei bassi ascolti.

## Sigla TV
La sigla d'apertura e di chiusura della serie prevede lo scorrimento dei nomi del cast e di alcune immagini dalla serie. Nella prima stagione il tema principale della sigla è la canzone War del cantante statunitense Edwin Starr. Nella seconda e nella terza stagione della serie, la sigla è identica e composta dalla stessa canzone, che però è interpretata dalla band The Brink. Nella terza stagione, in alcuni episodi, la sigla è più corta, mostra solo il titolo della serie con la base musicale.

## Riconoscimenti
- Emmy Awards
  - 2001: Nomination - Migliore attrice ospite in una serie drammatica a Dana Delany
- ALMA Awards
  - 2000: Nomination - Miglior attore emergente in una serie drammatica a Cristián de la Fuente
- ASCAP Awards
  - 2000: Vinto - Miglior serie tv
- BMI Film & TV Award
  - 2000: Vinto - BMI TV Music Award
  - 2001: Vinto - BMI TV Music Award
- Casting Society of America
  - 2000: Nomination - Miglior cast
- Environmental Media Awards
  - 2000: Vinto - Miglior episodio da una serie tv drammatica per "The Witness"
- GLAAD Media Awards
  - 2001: Nomination - Episodio da una serie tv senza un personaggio gay ricorrente per "Are You My Father?"
  - 2002: Nomination - Episodio da una serie tv senza un personaggio gay ricorrente per "The Gay Divorcee"
- Genesis Awards
  - 2001: Vinto - Serie tv drammatica per l'episodio "Family Values"
- Young Artist Awards
  - 2001: Nomination - Miglior performance di un giovane attore in una serie drammatica a J. B. Gaynor
  - 2003: Nomination - Miglior performance di un giovane attore dai 10 anni in giu in una serie drammatica a Bobby Preston